# Frieden zu Basel

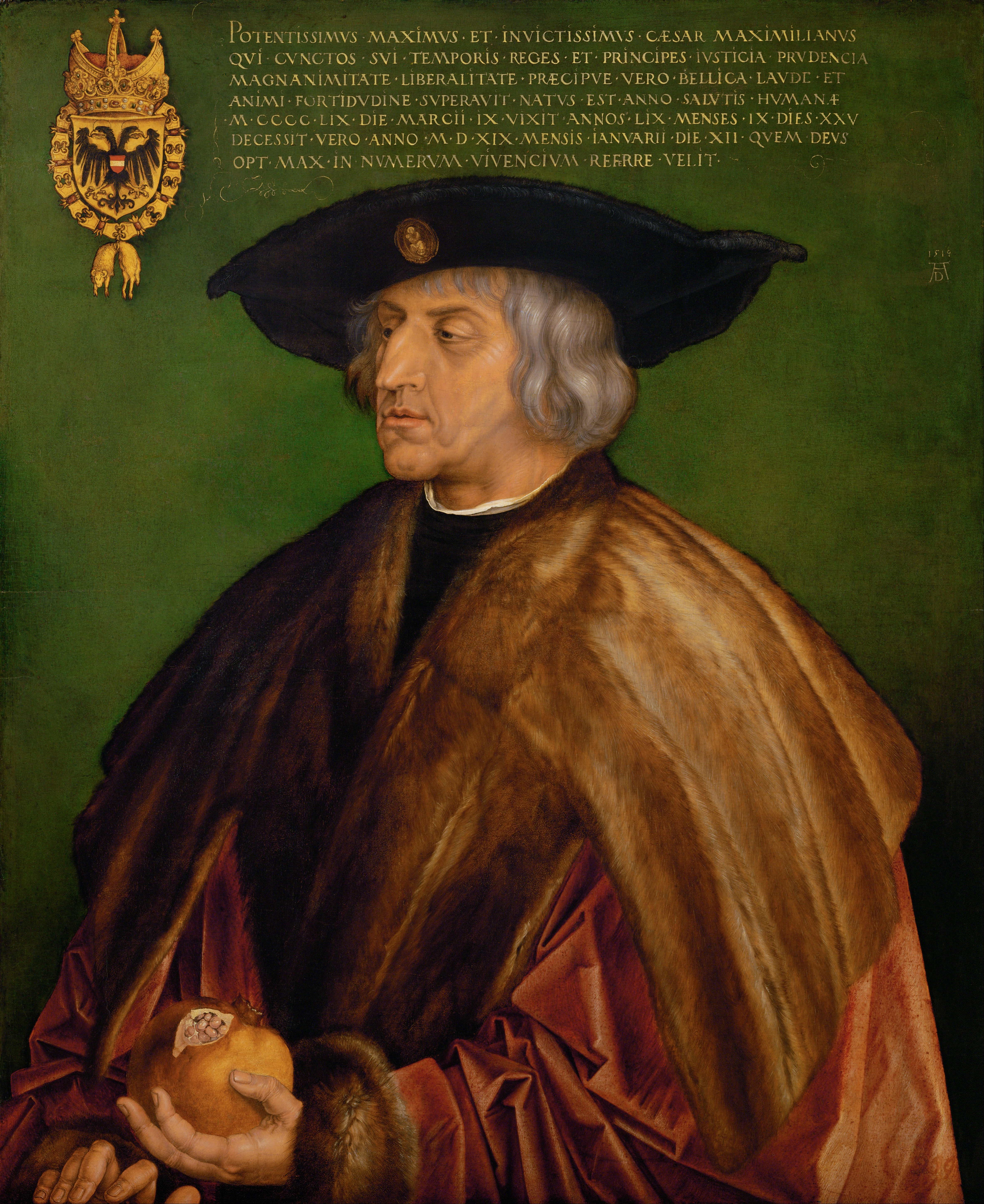
König Maximilian I. von Albrecht Dürer

Der Friede zu Basel vom 22. September 1499 zwischen dem römisch-deutschen König Maximilian von Habsburg als Landesherr von Vorderösterreich und Tirol und dem Schwäbischen Bund mit Bischof Heinrich von Chur, den zehn Orten der Eidgenossenschaft und den Drei Bünden beendete den Schwabenkrieg, der von Februar bis September 1499 dauerte.
Nach der entscheidenden Niederlage der Truppen des Schwäbischen Bundes in der Schlacht bei Dornach am 22. Juli kamen die Friedensverhandlungen zwischen König Maximilian und den Eidgenossen in Gang. 
Die Erschöpfung beider Parteien sowie mailändische Vermittlungen führten zu den Friedensverhandlungen des Baseler Frieden.
Noch Anfang August war eine Einigung in Schaffhausen an den wiederholten Forderungen Maximilians, die Eidgenossen müssten sich den Beschlüssen des Wormser Reichstags von 1495 unterziehen, gescheitert. Am 15. August 1499 begannen neue Verhandlungen in der Reichsstadt Basel unter der Vermittlung des mailändischen Gesandten Galeazzo Visconti. Der Herzog von Mailand, Ludovico Sforza, war an einer schnellen Schlichtung interessiert, da er wegen seines Konfliktes mit Frankreich dringend Schweizer Söldner werben wollte. Die Gesandten des römisch-deutschen Königs Maximilian zeigten sich zuerst sehr hartnäckig und die Verhandlungen mussten sogar einmal unterbrochen werden. Während dieser Zeit herrschte sogar in der Umgebung der Stadt kriegerische Unruhe, weil Freischaren, die auf eigene Faust Krieg führten, umherzogen und die Bewohner belästigten. In der Stadt lief auch das Gerücht um, die Eidgenossen rüsteten zu neuem Kampf.

## Inhalt
Schließlich wurde am 22. September 1499 der Frieden zu Basel besiegelt. Demnach wurden von beiden Seiten neun Beschlüsse gefasst (Auswahl):
- Der Schaden wird gegenseitig aufgehoben, die eroberten Landschaften, Städte und Dörfer zurückgegeben, deren Bewohner nicht bestraft, wenn sie dem Gegner gehuldigt hatten, sowie die Gefangenen gegen Schwur der Urfehde und das Kostgeld freigelassen.
- Acht der zehn Gerichte im Prättigau und Schanfigg müssen Habsburg huldigen, dürfen aber wegen des Aufruhrs während des Schwabenkriegs nicht bestraft werden. Ihre Mitgliedschaft im Zehngerichtebund und ihr Bündnis mit der Eidgenossenschaft bleiben bestehen.
- Das Landgericht im Thurgau, das bisher als Pfandschaft des Reiches der Stadt Konstanz gehört hatte, geht an die Eidgenossenschaft über.
- Die Reichsacht und alle Beschlüsse und Prozesse des Reiches gegen die Eidgenossenschaft und ihre Verbündeten werden aufgehoben.
- Der rechtliche und territoriale Status quo ante werden wiederhergestellt.

Die Gründe, welche zum Schwabenkrieg geführt hatten, nämlich die Anordnung des Gemeinen Pfennigs und die Einrichtung des Reichskammergerichts am Wormser Reichstag, wurden im Friedensvertrag nicht erwähnt. 
Maximilian I. sollte bei zukünftigen Streitfällen mit den Eidgenossen die Bischöfe von Konstanz oder Basel sowie den Rat von Basel als Schiedsrichter anrufen, nicht aber das Reichskammergericht, ohne dass dies aber ausdrücklich erwähnt wurde. Zwar war festgelegt, dass die Eidgenossenschaft und ihre zugehörigen Orte in hängigen Prozessen nicht vom Reichskammergericht belangt werden konnten. Eine formelle Befreiung von den Reichsgerichten geschah jedoch nicht.
m Wortlaut des Vertrages findet das Reich keine Erwähnung, womit die Auffassung der Eidgenossen betont wird, sie hätten gegen Maximilian I. als Erzherzog von Österreich und Graf von Tirol und nicht als Reichsoberhaupt Krieg geführt.

## Folgen
Ohne territoriale Veränderungen brachte der Frieden aber die endgültigen Abgrenzung der Herrschaftsgebiete Habsburgs und der Eidgenossen am Hochrhein, Bodensee und Alpenrhein und vergrößerte die Distanz der Eidgenossenschaft zum Heiligen Römischen Reich und seinen Institutionen.
Die feste politische Grenze war Voraussetzung für eine dauerhafte friedliche Lösung. Andererseits mussten die Eidgenossen ihre expansive Bündnispolitik nach Norden aufgeben.
Als konkrete Folge des Friedens zu Basel schlossen sich lediglich noch 1501 Basel und Schaffhausen die ewigen Bünde mit Basel und Schaffhausen dem Eidgenössischen Bund an, der sich zu den Dreizehn Alten Orten weiterentwickelte.
Die beigetretenen Reichsstädte wurden jedoch vom Reichskammergericht weiterhin als Reichsglieder betrachtet und mit dem Kammerzieler belegt. Ihre Bürger konnten vor das Gericht zitiert werden, zuletzt noch 1646.
Auf dem Konstanzer Reichstag 1507 bot Maximilian an, der Eidgenossenschaft die Befreiung von der Reichsgerichtsbarkeit zuzugestehen, wenn diese sich an seinem Romzug beteiligen würde.
In der älteren Geschichtsschreibung wurde der Frieden von Basel als ein entscheidender Schritt zur Unabhängigkeit der Eidgenossenschaft vom Reich angesehen. Die Eidgenossen haben aber nach dem Krieg ausdrücklich gebeten, dass ihr Anschluss am Reich aufrechterhalten bzw. wiederhergestellt würde, obwohl sie von Steuern sowie Gerichtsobersicht seitens des Reichs befreit waren.
Mittlerweile wird allgemein davon ausgegangen, dass der Baseler Friede keinen Einschnitt in der staatsrechtlichen Reichszugehörigkeit der Eidgenossenschaft darstellte, sondern lediglich einen regionalen Konflikt zwischen Maximilian I. als Erzherzog von Tirol und dem Schwäbischen Bund mit dem Churer Bischof Heinrich von Hewen, den Drei Bünden und den Eidgenossen beendete.
Eine Loslösung vom Reich war nicht Ziel der Eidgenossen, die sich auch nach 1499 weiterhin als Reichsglieder bezeichneten. Der Frieden sicherte den Eidgenossen allerdings eine weitgehende Selbstständigkeit innerhalb des Reichs, wie sie in ähnlicher Form aber auch andere Glieder genossen.
Unabhängig vom Reich wurde die Eidgenossenschaft erst im Westfälischen Frieden von 1648. Auch danach blieb St. Gallen bis 1798 sogar eine Reichsstadt des Heiligen Römischen Reiches.